# کیومرث درم‌بخش
کیومرث دِرَم‌بخش (زادهٔ ۴ دی ۱۳۲۴ در تهران – درگذشتهٔ ۱۲ فروردین ۱۳۹۹ در پاریس) کارگردان فیلم، نویسنده، و عکاس ایرانی بود. او برادر کامبیز درم‌بخش، کاریکاتوریست سرشناس ایرانی بود. فیلم «بوف کور+زندگی و مرگ صادق هدایت» با بازیگری پرویز فنی‌زاده، از پرآوازه‌ترین فیلم‌هایی است که وی کارگردانی کرده‌است.

## زندگی
کیومرث درم‌بخش در سال ۱۳۴۷ برای تحصیل به فرانسه کوچ کرد و همزمان به تحصیل در دو رشتهٔ عکاسی و سینما پرداخت. سپس به ایران بازگشت و به عکاسی در سینما پرداخت. از آثار او در زمینه عکاسی می‌توان به دو فیلم گوزنها و تنگسیر اشاره نمود. کیومرث درم‌بخش را در سینما به عنوان نویسنده، کارگردان، تهیه‌کننده، تدوینگر و عکاس می‌شناسند. وی پس از انقلاب ۱۳۵۷ به فرانسه رفت. اما بخشی از این دوران را در ایران گذراند.
آرش درم‌بخش سیاستمدار فرانسوی فرزند وی است.

## درگذشت
کیومرث درم‌بخش ۱۲ فروردین ۱۳۹۹ در سن ۷۴ سالگی بر اثر ابتلا به بیماری کروناویروس ۲۰۱۹ در پاریس درگذشت.

## فیلم‌شناسی
کیومرث درم‌بخش فیلمساز ژانر مستند بود و بیش از صد فیلم در کارنامه خود دارد.
برخی از ساخته‌های درم‌بخش:
- جرس (The Bell)
- بوف کور+زندگی و مرگ صادق هدایت (۱۳۵۴)
- سفر بهاری[۸][۹] (The Spring Journey)
- ساربانان کویر
- ایران سرزمین ادیان
- سنگ افراشت‌ها
- باغ‌های مقدس سنگی
- سنگ نگاره‌های جادویی
- کسوف (The Eclipse)
- کوچ آسمانی
- راز ترکمن (Turkmen's Secrets)
- انسان شبان (Shephered Man)
- دنیا خانه من است (The World Is My Home)
- مجموعه‌ای ۱۳ قسمتی دربارهٔ معرفی میراث فرهنگی ایران
- عروج Ascension (Rising to Heaven)
- رنگ خون قرمز است (The Color of Blood is Red)
- اسرار مگالیتیک (Megalithic Mysteries)
- ملاقات با مسیح (Meeting Jesus Christ)
- بونو، پستچی ایل (Boncou, Tribal Postman)
- بم، قلب من (My Heart Bam)
- خاک و ابریشم (Soil & Silk)
- سفر به پرشیا (Voyage to Persia)
- بر بام آسیا (On the roof of Asia)
- باغ موسیقی (The Music Garden)
- ماهی و سنگ (Fish & Stone)
- رویاهای شرقی (The Oriental Dreams)
- اسرار پل خاجو (Secrets of Khaajoo Bridge)
- هشت بهشت (Eight Edens)
- رؤیای یک جزیره (Dream of an island)
- هشدار (Warning)
- بختیاری (Bakhtiari)
- زرتشت (Zaroastrian)
- رؤیای آبی (Blue Dream)
- کلیسای وانگ (Vang Cathedral)
- اسرار پرسپولیس (Secrets of Persepolis)
- عروس ایل قشقایی (Qashghaie Tribe Bride)
- اقلیت سنی (Sunni Minority)
- بیابان تنهایی (Wilderness Of Loneliness)
- پاسارگاد (Pasargad)
- بانوی ایرانی (The Iranian Lady)
- باغ بهشت (The Garden of Paradise)
- برج کبوترخانه (The Pigeon House Tower)